# Parcon
Parcon je název pravidelných srazů (conů) česko-slovenských příznivců sci-fi, fantasy a hororu z oblasti literatury, filmu a her.

## Vznik
Ve světě, zejména USA má pořádání srazů fandů, resp. fanů tradici mnoha desítek let. První Worldcon byl zorganizován na půdě Spojených států v roce 1939.
V Československu byl první con byl zorganizován v Pardubicích (proto PAR – CON) roku 1982. Organizačně jej připravil tamní sci-fi klub Salamandr pod záštitou Pardubického kulturního střediska a s pomocí rodícího se Československého fandomu, přičemž hlavním organizátorem byl vysokoškolský student Pavel Poláček. První roky byl Parcon pořádán v Pardubicích, po odchodu P. Poláčka z Pardubic po ukončení studií se stal Parcon putovní akcí pořádanou Československým fandomem a jeho SF kluby. Postupně v Československu i jeho nástupnických státech (Česko a Slovensko) vznikaly další cony, protože rostl jak počet různě zaměřených klubů tak celý žánr (např. se rozšířily hry a soutěže fantasy). Srazů se zúčastňují četní významní spisovatelé, zástupci knižních nakladatelství, klubů ze zahraničí, herci a média. Počty účastníků dosahují stovky, rekordu bylo dosaženo v roce 2003 počtem 1300 lidí.

## Seznam Parconů
- 1982 Pardubice, 23. až 25. dubna; vyhlášena literární soutěž Cena Karla Čapka[1]
- 1983 Pardubice, 22. až 24. dubna; poprvé udělena cena Karla Čapka, včetně ceny za zásluhy[2]

- 1984 Pardubice, 6. až 8. dubna; Cena Ludvík pro autory antologií SF
- 1985 Pardubice, 19. až 21. dubna; další ankety
- 1986 Pardubice, 18. až 20. dubna
- 1987 Praha, 13. června; jednodenní
- 1988 Ostrava, 15. až 17. července; oficiálně SF con
- 1989 Olomouc, 29. června až 2. července; pořadatel SFK Futurum
- 1990 Bratislava, 7. až 9. září
- 1991 Košice, 9. až 11. srpna
- 1992 Ostrava, 4. až 6. září
- 1993 Šumperk, 25. až 27. června
- 1994 Banská Bystrica, 1. až 3. července; spojeno s navazujícím Tatraconem
- 1995 Ústí nad Labem, 1. až 3. září; oficiálně Parcon – Bohemiacon
- 1996 Ústí nad Labem, 29. srpna až 1. září
- 1997 Spišská Nová Ves, 4. až 6. července; spojeno s Tatraconem
- 1998 Chotěboř, 3. až 6. července; hl. pořadatel SFK Avalon, spojeno s Avalconem
- 1999 Kopřivnice, 2, až 5. července,
- 2000 Šumperk, 2 až 5. července, 530 účastníků
- 2001 Praha, 4 až 8. července, 800 účastníků
- 2002 Chotěboř, 3. až 7. července, spojeno s Euroconem a Avalconem, hl. pořadatel SFK Avalon, 1300 účastníků
- 2003 Chotěboř, 2. až 6. července; hl. pořadatel SFK Avalon, spojeno s Avalconem
- 2004 Brandýs nad Labem, 27 až 29. srpna, spojeno s Taurconem
- 2005 Chotěboř, 1. až 3. července, spojeno s Festivalem fantasie, Avalconem, hl. pořadatel SFK Avalon
- 2006, Neratovice, 1. až 3. září, organizátor o. s. Avari, spojeno s Taurconem
- 2007, Nitra na Slovensku, 22. až 24. června,
- 2008, Plzeň, 22. až 24. srpna, organizátor Lukáš „Lucas“ Špulák & spol + plzeňský fandom, „papučcon“, hlavní linie „new weird“.
- 2009, Plzeň, 21. až 23. srpna, organizátor Lukáš „Lucas“ Špulák & spol + plzeňský fandom, con zaměřený převážně na fantasy.
- 2010, Český Těšín, 26. až 29. srpna: společný česko-slovensko-polský Tricon, spojen s Euroconem a Polconem, poprvé udělena Cena presidenta Čs. fandomu.
- 2011, Chotěboř, 18. - 21. srpna, hl. pořadatel Václav Pravda a SFK Avalon
- 2012, Bratislava, 14. - 16. září v rámci IstroCon/Comics Salón, hl. pořadatel Róbert Žittňan
- 2013, Brno, v rámci Fénixconu, hl. pořadatel Roman „Doktor“ Hruška
- 2014, Bratislava, 19. - 21. září v rámci IstroCon/Comics Salón, hl. pořadatel Róbert Žittňan
- 2015, Brno, 4. - 6. prosince v rámci Fénixconu, pořadatelé Jakub "Arathan" Slabák a Roman "Doktor" Hruška
- 2016, Praha, 24. září v rámci CONiáše pořádaného pod Městskou knihovnou v Praze
- 2017, Pardubice, 20. - 23. června v rámci GameConu, koordinátorka Kristýna "Darien" Obrdlíková
- 2018, Bílovec, 3. - 5. srpna, organizátoři Aleš Koval, Pavel Poláček, Ivo Poledník a další
- 2019, Banská Bystrica, 19. - 21. 7. 2019, hlavní organizátor Lucie "Lulu" Bocková
- 2020 se Parcon nekonal z důvodu vládních opatřeních s pandemií covidu-19
- 2021 se Parcon nekonal z důvodu vládních opatřeních s pandemií covidu-19
- 2022, Brno, 11. - 13. 3. 2022, Parcon 2020–21 se konal v rámci Fénixconu 4041, organizátor Roman „Doktor“ Hruška
- 2022, Brno, 2. - 4. 12. 2022 v rámci Fénixconu 2022, hl. pořadatel Roman „Doktor“ Hruška
- 2023, Brno, 1. - 3. prosince v rámci Fénixconu, hl. pořadatel Roman „Doktor“ Hruška
- 2024, Brno, 6. - 8. prosince v rámci Fénixconu, hl. pořadatel Roman „Doktor“ Hruška